# Tempo instabile
Tempo instabile è un dipinto di Francesco Carini. Eseguito nel 1942, appartiene alle collezioni d'arte della Fondazione Cariplo.

## Descrizione
Registrato anche col titolo Nubi sull'Alpe si tratta di un paesaggio montano dove protagonista della composizione e della ricerca pittorica è il cielo, la cui imprevedibilità è resa da pennellate ampie e corpose. Il dipinto ricorda alcuni lavori di Carini conservati alla Galleria d'arte moderna di Milano, in particolare Il Monte Disgrazia (1935).